# Émeutes de décembre 1959 en Martinique
La Martinique fut touchée par des émeutes populaires importantes les 20, 21 et 22 décembre 1959. Déclenchées par un banal accrochage routier à Fort-de-France entre un Martiniquais noir et un métropolitain blanc, elles manifestaient un état de tension et de frustration latente, treize ans après la départementalisation de la Martinique. Trois jeunes Martiniquais y trouvèrent la mort: Julien Betzi (19 ans), Edmond Eloi dit Rosile (20 ans) et Christian Marajo (15 ans). 5 autres furent blessés par balles.
Du côté de la police, les sources hospitalières ne sont pas vérifiables mais les rumeurs parlent d'un sous-lieutenant de la Gendarmerie qui succomberait à ses blessures quelques mois plus tard.
Le Conseil Général de la Martinique, le 24 décembre 1959 a réagi à ces évènements par la promulgation d'une motion visant à requalifier les relations administratives entre le département et la métropole. Cette motion est restée déclarative à ce moment-là et n'a pas entraîné de changements immédiats mais l'évènement reste marquant dans l'histoire de la lutte autonomiste et/ou indépendantiste de l'île.

#### Documentaires télévisés
- « Martinique, un décembre noir » le 16 et 20 septembre, 23 octobre, 23, 28 et 31 décembre 2013 dans 50 ans de faits divers sur 13e rue et sur Planète+ Justice.

#### Émission radiophonique
- Documentaire radio sur les émeutes des 20, 21 et 22 décembre 1959 en Martinique, dans l'émission La Fabrique de l'histoire sur France Culture